# Беньямін Бок
Беньямін Бок (25 січня 1995, Лелістад) – нідерландський шахіст, гросмейстер від 2014 року.

## Шахова кар'єра
Неодноразово представляв збірну Нідерландів на чемпіонатах світу i Європи серед юніорів у різних вікових категоріях (найкращий результат: Порто Каррас 2010 – 9-те місце на чемпіонаті світу до 16 років). 2010 року вперше взяв участь у фіналі чемпіонату Нідерландів, що відбувся в Ейндховені, посівши 8-ме місце. У 2011 році посів 3-тє місце (позаду Едуарда Ромена i Яна Тіммана) на турнірі InventiChess а Антверпені, а також виконав першу гросмейстерську норму, під час клубного чемпіонату Європи в общині Рогашка Слатина. 2013 року поділив 2-ге місце (за Деннісом Вагнером, разом з Тиграном Налбандяном) на турнірі Helmut-Kohls-Turnier у Дортмунді, а також виконав підряд дві гросмейстерські норми на турнірах за швейцарською системою в Гронінгені (поділив 1-ше місце разом з Сіпке Ернстом, Ервіном Л'Амі i Завеном Андріасяном), а також в Осло. 
Найвищий рейтинг Ело дотепер мав станом на 1 травня 2014 року, досягнувши 2605 пунктів, посідав тоді 10-те місце серед нідерландських шахістів.